# Cleveland, Mississippi
Cleveland är en av två administrativa huvudorter i Bolivar County i Mississippi. Den andra huvudorten är Rosedale. Vid 2010 års folkräkning hade Cleveland 12 334 invånare.